# Michael Jayston
Michael Jayston est un acteur britannique né le 29 octobre 1935 à Nottingham (Midlands de l’Est, Angleterre) et mort le 5 février 2024 à Hove.

## Biographie
Michael Jayston naît sous le nom de Michael A. James. Il travaille brièvement comme stagiaire comptable dans les bureaux de la National Coal Board, avant d'obtenir une bourse d'études pour la Guildhall School of Music and Drama.
Sous son nom de scène, Michael Jayston, il commence sa carrière au théâtre à 27 ans en 1962, dans la comédie The Amorous Prawn. Il joue ensuite pour diverses compagnies, dont le Bristol Old Vic et la Royal Shakespeare Company.
Il amorce sa carrière à la télévision en 1962 avec un petit rôle dans l'épisode On the Night of the Murder, de la deuxième saison la série Suspense. En 1970, il tient le rôle-titre dans la mini-série britannique Macbeth et, en 1973, le rôle d'Edward Rochester dans la mini-série Jane Eyre. Il fait ensuite une carrière impressionnante à la télévision jusqu'à l'interprétation de Bradley dans la saison 2 de Ash et Scribbs (2005), de Gandolfo Petrucci dans Borgia (2014), mais surtout de Donald de Souza dans 82 épisodes du soap opera britannique Emmerdale (2007-2008).
Son premier rôle au cinéma, en  1968, est celui de Demetrius dans Le Songe d'une nuit d'été (A Midsummer Night's Dream), un film américano-britannique réalisé par Peter Hall. Dans Cromwell (1970) de Ken Hughes, il joue le rôle d'Henry Ireton. Deux ans plus tard, dans Nicolas et Alexandra (Nicholas and Alexandra) de Franklin J. Schaffner, il est le tsar Nicolas II. Il passe à la comédie en étant Charles, le mari jaloux, dans  Sentimentalement vôtre (Follow Me!) de Carol Reed en 1972. La même année, il incarne l'écrivain Lewis Carroll dans le film musical Alice au pays des merveilles (Alice's Adventures in Wonderland) de William Sterling.
Après 1974, où il est de la distribution du film britannique Crime à distance (The Internecine Project) de Ken Hughes, sa carrière à la télévision limite ses apparitions au cinéma. Ainsi, il faut attendre une douzaine d'années pour le retrouver dans le rôle de Jack Donovan pour Highlander 3 (Highlander III: The Sorcerer) d'Andrew Morahan.
Il reprend le rôle de James Bond en 1990 dans une adaptation radiophonique du roman de Ian Fleming You only live twice.

### Famille
Michael Jayston se marie trois fois :
- Lynn Farleigh (1965-1970) (divorce)
- Heather Sneddon (1970-1977) (divorce), 3 enfants
- Ann Smithson (1979 à son décès), 2 enfants

## Filmographie

### Cinéma
- 1968 : Le Songe d'une nuit d'été (A Midsummer Night's Dream) de Peter Hall : Demetrius
- 1970 : Cromwell de Ken Hughes : Henry Ireton
- 1971 : Nicolas et Alexandra (Nicholas and Alexandra) de Franklin J. Schaffner : tsar Nicolas II
- 1972 : Sentimentalement vôtre (Follow Me!) de Carol Reed : Charles
- 1972 : Alice au pays des merveilles : Lewis Caroll / Charles Dodgson
- 1973 : Bequest to the Nation de James Cellan Jones : Capitaine Hardy
- 1973 : The Homecoming de Peter Hall : Teddy
- 1973 : Les Contes aux limites de la folie (Tales That Witness Madness) de Freddie Francis - Mel segment 3 : Brian
- 1974 : Mystic Killer de Freddie Francis : Détective Wall
- 1974 : Crime à distance (The Internecine Project) de Ken Hughes : David Baker
- 1979 : Dominique de Michael Anderson : Arnold Craven
- 1979 : L'Ultime Attaque (Zulu Dawn) de Douglas Hickox : Colonel Crealock
- 1981 : From a Far Country (it) de Krzysztof Zanussi : le narrateur
- 1994 : Highlander 3 (Highlander III: The Sorcerer) d'Andrew Morahan : Jack Donovan
- 1996 : Element of Doubt de Christopher Morahan : Kirk
- 2014 : The Man Who Choked de Ross Jameson - court métrage : Bert

### Télévision
- 1962 : Suspense (série télévisée) : Intense Young Man (1 épisode)
- 1968 : ITV Playhouse (série télévisée) : Gerry Hackett (1 épisode)
- 1969 : The Power Game (série télévisée) : Lincoln Dowling (13 épisodes)
- 1969 : Detective (série télévisée) : Francis Ford (1 épisode)
- 1970 : NET Playhouse (en) (série télévisée) : Charles Dickens (1 épisode)
- 1970 : The Wednesday Play (série télévisée) : Siegfried Sassoon (1 épisode)
- 1970 : Solo (série télévisée) : Wilfried Owen (1 épisode)
- 1970 : Callan (série télévisée) : Mark Tedder (1 épisode)
- 1970 : The Hero of My Life (téléfilm) : Charles Dickens
- 1970 : Happy Ever After (série télévisée) : Stafford (1 épisode)
- 1970 : Biography (série télévisée) : Ludwig Van Beethoven (1 épisode)
- 1970 : Macbeth (mini-série télévisée) : Macbeth (5 épisodes)
- 1971 : UFO, alerte dans l'espace (série télévisée) : Russell Stone (1 épisode)
- 1971 : ITV Saturday Night Theatre (série télévisée) : Jake (1 épisode)
- 1971 : Armchair Theatre (série télévisée) : Jimmy (1 épisode)
- 1972 : The Edwardians (en) (mini-série) : M. Royce (1 épisode)
- 1972 : Mr. Rolls and Mr. Royce (téléfilm) : Frederick Henry Royce
- 1973 : The Merchant of Venice (téléfilm) : Gratiano
- 1973 : Jane Eyre (en) (mini-série télévisée) : Edward Rochester (5 épisodes)
- 1974 : Angoisse (Thriller)  (série télévisée - G.B.) : (2 épisodes) (sonnez une fois (ring once for death) - Roger Masters - 23 février.1974) / (un tombeau pour la mariée (a coffin for the bride) - Mark Walker - 1er juin 1974)
- 1974-1975 : BBC Play of the Month (série télévisée) : Jack Worthing / Edmund (2 épisodes)
- 1975 : Churchill's People (série télévisée) : Henry, évêque de Norwich (1 épisode)
- 1975 : Quiller (série télévisée) : Quiller (13 épisodes)
- 1977-1984 : Crown Court (série télévisée) : Keith Saunders / Keith Saunders QC (2 épisodes)
- 1978 : BBC2 Play of the Week (série télévisée) : Mansel (1 épisode)
- 1978 : ITV Sunday Night Drama (série télévisée) : James (1 épisode)
- 1979 : Screenplay (série télévisée) : Alfred Maiberling (1 épisode)
- 1979 : La Taupe (feuilleton TV) : Peter Guillam (7 épisodes)
- 1980 : Flesh and Blood (série télévisée) : Ross Brassington (9 épisodes)
- 1981 : Ladys Killers (série télévisée) : Frederick Henry Seddon (1 épisode)
- 1984 : Man of Letters (téléfilm) : Colonel Sheldrake
- 1984 : Bizarre, bizarre (série télévisée) : G.B Shaw (1 épisode)
- 1985 : Big Deal (série télévisée) : Grover (3 épisodes)
- 1985 : Time for Murder (série télévisée) : Auston Tupp (1 épisode)
- 1986 : Signé Cat's Eyes (série télévisée) : Miles Bennett (1 épisode)
- 1986 : Room at the Bottom (série télévisée) : Helmut Staalmaker (1 épisode)
- 1986 : Doctor Who (série télévisée) Saison 23 Trial of a Time Lord : Le Valeyard (14 épisodes)
- 1987 : Still Crazy Like a Fox (téléfilm) : Randall Perry
- 1987 : Worlds Beyond (série télévisée) : Drayton Thomas (1 épisode)
- 1988 : Inspecteur Wexford (série télévisée) : Quentin Nightingale (3 épisodes)
- 1988 : Jack l'Éventreur (téléfilm) : Le narrateur
- 1989 : Somewhere to Run (téléfilm) : Roger Fitzpatrick
- 1989 : About Face (en) (série télévisée) : Michael (1 épisode)
- 1989 : A Bit of a Do (série télévisée) : Neville Badger (12 épisodes)
- 1990 : Haggard (série télévisée) : Sir Joshua Foulacre (3 épisodes)
- 1990 : Stay Lucky (série télévisée) : Valentine (1 épisode)
- 1991 : Les souvenirs de Sherlock Holmes (série télévisée) : Le Seigneur de Rufton (1 épisode)
- 1991 : Cluedo (série télévisée) : Colonel Jack Moutard (6 épisodes)
- 1992 : La rédac (série télévisée) : Colonel X (1 épisode)
- 1992 : Bailey et Stark (The Good Guys) (série télévisée) : Supt. Masters (1 épisode)
- 1992-2011 : Casualty (série télévisée) : Ian (2 épisodes)
- 1993 : The Darling Buds of May (série télévisée) : Ernest Bristow (4 épisodes)
- 1995 : 99-1 (série télévisée) : Chauncy (1 épisode)
- 1995-1996 : Outside Edge (série télévisée) : Bob Willis (15 épisodes)
- 1996 : Paul Merton in Galton and Simpson's (série télévisée) : Yachtsman / Damon (2 épisodes)
- 1996 : Only Fools and Horses (série télévisée) : James Turner (1 épisode)
- 1996-2006 : Heartbeat (en) (série télévisée) : Michael Harvey / Gerald Hudson (2 épisodes)
- 1997 : 20,000 Leagues Under the Sea (téléfilm) : Amiral John E. Sellings
- 1997 : Noah's Ark (série télévisée) : Henry Meacher (1 épisode)
- 1998 : Adam's Family Tree (série télévisée) : Nick (1 épisode)
- 1998 : Heartburn Hotel (série télévisée) : Horton Quince (1 épisode)
- 2000 : Coronation Street (série télévisée) : Juge (1 épisode)
- 2000-2006 : Brigade volante (série télévisée) : Charles Arthur / Vince Parker (3 épisodes)
- 2000 : A Dinner of Herbs (série télévisée) : Justice Craig (3 épisodes)
- 2001 : Fun at the Funeral Parlour (série télévisée) : Sparrow (1 épisode)
- 2001-2010 : Holby City (série télévisée) : Juge / Lawrence Bremmen / Sid Harvey (4 épisodes)
- 2002 : EastEnders (série télévisée) : Alistair (4 épisodes)
- 2003-2007 : The Royal (série télévisée) : Henry Appleton (3 épisodes)
- 2003-2015 : Doctors (série télévisée) : Vern Coren / Bill Marston / Alf Sidney / Brian Maxwell (4 épisodes)
- 2005 : Ash et Scribbs (série télévisée) : Bradley (1 épisode)
- 2007-2008 : Les Enquêtes de Foyle (Foyle's War) (série télévisée) : AC Henry Parkins (2 épisodes)
- 2007-2008 : Emmerdale (série télévisée) : Donald de Souza (82 épisodes)
- 2009 : Le Mémorial d'Albert (téléfilm) :  Albert
- 2011 : Tracy Beaker Returns (série télévisée) : M. Spooner (1 épisode)
- 2014 : Inspecteur Barnaby (série télévisée) : Révérant Arthur Gould (1 épisode)
- 2014 : Borgia (série télévisée) : Pandolfo Petrucci (1 épisode)

### Radio
- 1990 : You only live Twice : James Bond